# Katalin Deac Vásárhelyi
Katalin Deac Vásárhelyi (ur. 24 lutego 1944 w Nagyváradzie, zm. 23 listopada 2015 w Sfântu Gheorghe) – rumuńska aktorka teatralna.

## Życiorys

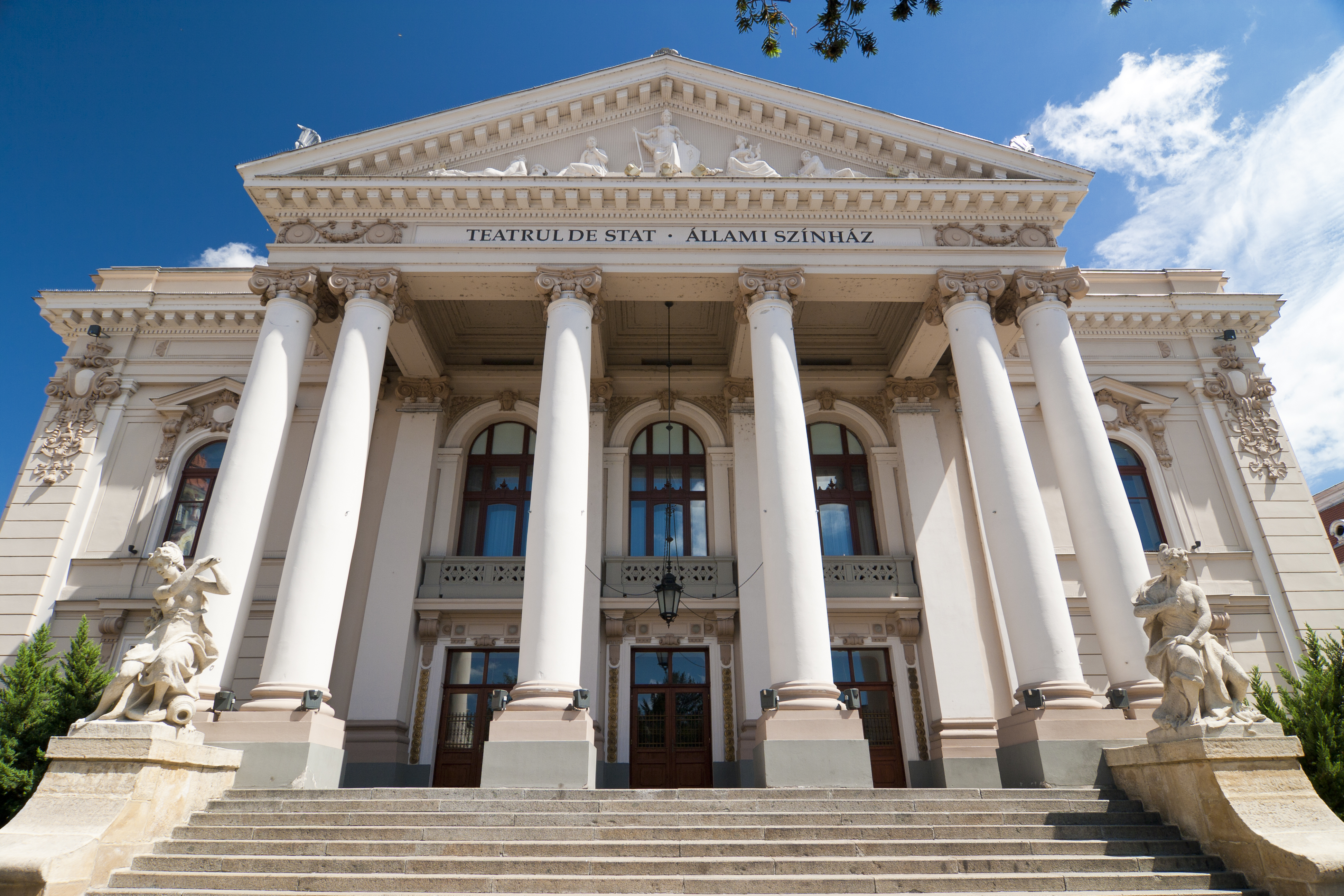
Teatr Państwowy w Oradei (2013)

Ukończyła studia na Uniwersytecie Artystycznym w Târgu Mureș w 1965 roku. Była pracowniczką Teatru Państwowego w Oradei w latach 1967–1970. Podpisała również kontrakt z Teatrem Árona Tamásiego w Sfântu Gheorghe. Odnosiła sukcesy w rolach lirycznych. Była prezbiterem Węgierskiego Kościoła Reformowanego, działała w Los Angeles, przy kościele San Fernando. Zmarła po długiej chorobie. Została pochowana 26 listopada 2015 roku na cmentarzu w Sfântu Gheorghe w obrządku reformowanym.

### Role teatralne
- Desdemona (Otello Szekspira)[2]
- Zsuzsanna (Csalóka szivárvány Árona Tamásiego)[2]
- Alkmene (Amphitryon Petera Hacksa)[2]
- rola w sztuce Pompás Gedeon Miklósa Tompy(inne języki), premiera: 1983[9]
- Marta (A bolondok grófja Móra Jókaia) – Teatr Północny w Satu Mare(inne języki), premiera: 1989[10]